# Fernand Marc
Fernand Marc, né le 20 novembre 1900 à Paris, ville où il est mort le 3 juin 1979, est un poète français, beau-frère de l'éditeur et traducteur Henri Parisot. 

## Biographie
Fils d'un coiffeur, Fernand Marc naît le 20 novembre 1900 dans le 14e arrondissement de Paris.
Certaines de ses œuvres ont été illustrées par Marc Chagall. Avec son ami éditeur Louis Tschann il fait publier de jeunes poètes (parmi lesquels Gisèle Prassinos) dans les Feuillets de Sagesse et Anthologie de la poésie vivante.  
Dans un envoi autographe signé en forme de poème, Paul Éluard a écrit :
son oiseau, c'est le roitelet
Qui chante avec ses oreilles
Et dont chaque feuille résonne
Son oiseau
Ses oiseaux ce sont ses poèmes.
Il  meurt le 3 juin 1979 au sein de l'Hôpital Notre-Dame de Bon-Secours dans le 14e arrondissement.

## Feuillets deSagesse-Anthologie de la poésie vivante
Le cercle se réunissait dans le quartier de la Porte d'Orléans et de Montparnasse à Paris et « publiait des Feuillets qui allaient devenir de véritables petites éditions où l'on trouverait la signature de Jean Rousselot, Yanette Delétang-Tardif (1934), Jean Follain, Edmond Humeau (1936), Gabriel Audisio, Michel Manoll (1937), René Guy Cadou, Marcel Béalu, Guillevic (1938). Et surtout des poètes que le bruit du surréalisme avait tendance à occulter [...] André Salmon, Pierre Reverdy, Max Jacob, Pierre Mac Orlan, Léon-Paul Fargue ». « La tendance poétique de Sagesse », écrivait Fernand Marc, « évolue du nouveau classicisme défini par Jules Romains et Georges Chennevière, au modernisme des Lampes à arc. Sagesse s'éloigne autant des formes traditionnelles que d'une poésie dont les images sont trop souvent des rébus. Sagesse veut une poésie sobre, vraie, humaine... »
En 1937, la revue publie Sur le Champ de Tristan Tzara (Feuillet no 31), et Des taches dans le vide (no 32) de Hans Arp ou Jean Arp, qui fait ainsi paraître ses premiers textes écrits en français. Une traduction des poèmes de Federico García Lorca paraît la même année, un an après la mort tragique de leur auteur.

## Orientalisme
Fernand Marc contribue à la revue La Pensée bouddhique de la Société des Amis du bouddhisme, fondée en 1929.
Quoiqu’ayant, comme le note Louis Aragon, « signé avec tout un groupe de jeunes gens des manifestes contre la répression aux colonies », il s'est toutefois refusé à toute forme de poésie engagée, à la différence d'Aragon qui le lui reprocha : « Mais comprendra-t-il qu'il ne suffit pas de trouver et de dire que les condamnations de Saïgon sont révoltantes [...] un homme doit cesser de se réserver une zone expérimentale à l'abri des perturbations de l'activité de classe, fût-ce sous le prétexte de la poésie ? ».
Non seulement Fernand Marc s'est toujours refusé à la poésie révolutionnaire que préconisait l'auteur de La souris rouge, mais il renoncera même à tout engagement poétique après la Seconde Guerre mondiale pour se consacrer aux études orientales. Du bouddhisme, il retient un respect profond de la vie animale et pratiquait le végétarisme.

## Œuvres
- Quatre Poèmes, ornés de quatre compositions originales de Jean Marembert, Éditions Sagesse, Paris, 1931
- Chansons, illustrées par Joaquim, Éditions Sagesse, Paris, 1931
- Jean Marembert, Fernand Marc, Jean-Marie Goulemot, Nomenclature : poëme, Éditions Sagesse, Paris, 1932
- Chansons nouvelles suivies de Conte inachevé, avec trois dessins de Georges Malkine, Éditions Sagesse, Paris, 1933
- Poème, avec un dessin de Marc Chagall, Galerie "Gravitations", Paris, 1934
- Ephedres, avec cinq linoleums de Flora Klee-Palyie, Galerie "Gravitations", Paris, 1934
- Poucets, avec cinq dessins de Jean Metzinger, Poëtes de la revue sagesse, Éditions Sagesse, Paris, 1935
- Violet, avec deux photographies de Raoul Michelet, Éditions de la Hune, Paris, 1935
- 80 comptines pour enfants sinistres…, avec 10 dessins de Géa Augsbourg, G. L. M. (Guy Levis-Mano), Paris, 1936
- Souterrain printanier, R. Debresse, Les Cahiers des poètes, 2e série, Paris, 1936
- Circonstances, avec un dessin de Jean Marembert, G. L. M., Paris, 1937
- Il Est un roi prisonnier, avec une image d'Alfréd Réth, G. L. M., Paris, 1937
- Quarante comptines nouvelles, 5 images de Lucien Coutaud, G. L. M., Paris, 1937
- Heinrich von Kleist, Essai sur les marionnettes [Über das Marionnettentheater], Traduit de l'allemand par Flora Klee-Palyi et Fernand Marc, G.L.M., Paris, 1937 (rééd. 1947, 1972)
- Autres chansons, Habitude de la poésie, 2e cahier, G. L. M., Paris, 1937
- Poètes, La Peau de chagrin, Paris, 1941
- Peintres, poèmes…, Cahiers de l'École de Rochefort, 2e série, R. Debresse, Paris, 1942
- Deux poèmes, suivis de La Quadrature du cercle, Éditions Sagesse, Paris, [vers 1943]
- Enfantines, Illustrations de Françoise Estachy, Calmann-Lévy, Paris, 1944
- Sur des gravures de Hermannus Hugo, Librairie Les Lettres (Impr. de la Renaissance), Paris, 1946
- Les Clefs de l'orage, Librairie Les Lettres (Impr. de la Renaissance), Paris, 1947, rééd. Le Rocher, 1998

### Adaptations musicales
- Jean Martinon (1910-1976), Trois Chansons. Chœur à cinq voix, Paroles de Fernand Marc, Op. 20, La Flûte de Pan, Paris, 1942
- André Souris (1899-1970), Comptines pour enfants sinistres , pour soprano, mezzo-soprano, violon, clarinette et piano, Edizioni Suvini Zerboni, Milan, 1948. « Petite cantate composée en 1942 pour deux voix de femmes […] sur des poèmes de Fernand Marc qui donnaient des éclairages surréalistes à des poèmes pseudo-enfantins »[9]
- Louis Saguer (1907-1991), Treize comptines de Fernand Marc , pour voix, cordes, clavier et percussion, LS , 1937, CD audio Le Chant du Monde, 2000